# Bruno, West Virginia
Bruno är en ort i Logan County i delstaten West Virginia, USA.